# Kynceľová
Kynceľová és un poble i municipi d'Eslovàquia que es troba a la regió de Banská Bystrica.

## Història
La primera menció escrita de la vila es remunta al 1436.

## Demografia
| Godina             | 1994 | 2004    | 2014   | 2024   |
| ------------------ | ---- | ------- | ------ | ------ |
| Nombre de persones | 278  | 345     | 376    | 393    |
| Diferència         |      | +24,10% | +8,98% | +4,52% |

| Godina             | 2023 | 2024   |
| ------------------ | ---- | ------ |
| Nombre de persones | 388  | 393    |
| Diferència         |      | +1,28% |